# Saryarka Velodrome
Das Saryarka Velodrome ist eine Sporthalle mit Radrennbahn in der kasachischen Hauptstadt Astana.
Das Velodrome wurde 2011 eröffnet und hat die Form eines Rennfahrerhelms. Es beherbergt neben der Radrennbahn weitere Sportflächen, darunter Basketballspielfelder, ein Schwimmbad, eine Eislauffläche und Fitness-Center sowie Konferenzräume, ein Restaurant und ein Hotel. Die Halle ist Spielstätte des Profi-Basketball-Clubs BK Astana.
Die Radrennbahn, gebaut von der Velotrack GmbH aus Osterholz-Scharmbeck, misst 250 Meter und ist 7 Meter breit mit einer Kurvenerhöhung von 44 Grad. Sie ist aus Nordischem- und Sibirischem Pinienholz erstellt.

## Veranstaltungen
- Asien-Winterspiele 2011: Shorttrack-Wettbewerbe, Eiskunstlauf
- 1. Lauf Bahnrad-Weltcup 2011/12
- Asiatische Radsportmeisterschaften 2014
- UCI-Bahn-Weltmeisterschaften der Junioren 2015
- Asiatische Meisterschaften im Bahnradsport 2021